# Värmesystem
Ett vattenburet värmesystem består av en produktionsenhet, till exempel en värmepanna, värmepump, solfångare, eller fjärrvärme. Värmen distribueras genom rör som distribuerar värmen till förbrukningsenheterna radiator eller golvvärme eller en aerotemper.

## Uppbyggnad
Ett värmesystem måste ha ett expansionskärl samt alla höjdpunkter ha ventil för att lufta ur systemet fram till förbrukningsenheten. Ett slutet värmesystem är utrustat med en säkerhetsventil, som reglerar övertryck i värmesystemet som oftast är på 1,5 bar. I ett öppet system är expansionskärlet högt placerat och öppet mot atmosfärstycket. Vid vedeldning i en panna med slutet expansionskärl skall anläggningen förses med termisk temperaturbegränsare (s.k. Syr-ventil) som vid temperatur över 90 grader öppnar ventilen och kyler pannvattnet via värmeväxlare, eller släpper ut pannvatten, varvid pannan påfylls med motsvarande mängd kallt vatten och panntemperaturen sänks.
Brukligt är att montera en säkerhetsventil på tappvarmvattnet om varmvattenberedaren är på en volym över 1,5 l, vatten expanderar vid uppvärmning, dessa säkerhetsventiler är på 9 bar. På varmvattenberedare brukar det droppa lite vatten ur säkerhetsventilen, detta är helt normalt.
Ett värmesystem är utrustat med en cirkulationspump och en shunt som ser till att vattnet distribueras och utnyttjas bättre i systemet. I de tidigare värmesystem med till exempel en värmepanna i en källare har man utnyttjat självcirkulation, det fungerar endast till radiatorer belägna över värmepannans nivå. Varmt vatten stiger och det kallare vattnet sjunker i systemet, den här metoden är utförd med grövre diameter på rörsystemet.

### Shuntar
En shunt är en anordning som används för att kontrollera och reglera flödet av en vätska, vanligtvis vatten eller värmebärande media, i ett värmesystem. Dess huvudsakliga funktion är att blanda vatten från olika temperaturer för att uppnå en önskad utgående temperatur som är anpassad till systemets behov. Shuntar är särskilt vanliga inom centralvärmesystem, fjärrvärmeinstallationer och andra typer av vattenburna värmesystem.

### Funktion och användning
En shunt fungerar genom att kombinera varmt vatten från värmekällan med kallare returvatten från systemet. Detta sker genom en ventil eller ventilgrupp som regleras automatiskt eller manuellt. Genom att justera mängden varmt respektive kallt vatten som blandas, kan man styra utgående temperatur till exempelvis golvvärmeslingor, radiatorer eller andra delar av värmesystemet.
Den vanligaste typen av shunt är en trevägs- eller fyrvägsventil, där trevägsventilen blandar kallt och varmt vatten innan det skickas ut i systemet, medan fyrvägsventilen även kan återföra en del av flödet till värmekällan för att förbättra energieffektiviteten.

### Användningsområden
Shuntar används i flera olika applikationer, bland annat:
- Golvvärme – För att reglera temperaturen och undvika överhettning av golvet.
- Radiatorsystem – För att optimera temperaturfördelningen i olika delar av en byggnad.
- Fjärrvärmeinstallationer – För att säkerställa att korrekt temperatur levereras till fastigheten.

#### Fördelar med shuntar
- Energieffektivitet: Genom att anpassa temperaturen till behovet minskar energiförbrukningen.
- Förbättrad komfort: Säkerställer en jämn och behaglig temperatur i olika zoner av byggnaden.
- Skydd mot överhettning: Speciellt viktigt i golvvärmesystem där för höga temperaturer kan skada golvbeläggningar.